# Bleach (sezonul 12)
Bleach Sezonul 12 – Arrancar: Lupta Decisivă din Karakura (2009)
Episoadele din sezonul doisprezece al seriei anime Bleach se bazează pe seria manga Bleach de Tite Kubo. Sezonul doisprezece din Bleach, serie de anime, este regizat de Noriyuki Abe și produs de Studioul Pierrot și TV Tokyo și a început să fie difuzat pe data de 31 martie 2009 la TV Tokyo și s-a încheiat la data de 21 iulie 2009.
Episoadele din sezonul doisprezece al seriei anime Bleach fac referire la lupta dintre shinigami împotriva lui Sosuke Aizen și armata lui de arrancari, cu distrugerea apărării Orașului Karakura, iar acesta din urmă planifică a utiliza Orașul Karakura pentru a invada și distruge Soul Society. Sezonul se mută pe povești auto care încep cu episodul 227.

## Lista episoadelor
| Nr. Ep. Original | Nr. Ep. Serie | Nr. Ep. Sezon | Titlu                                                     | Apariție        |
| ---------------- | ------------- | ------------- | --------------------------------------------------------- | --------------- |
| 213              | 213           | 1             | Detectivul îngropării sufletelor Karakuraizer se naște    | 31 martie 2009  |
| 214              | 214           | 2             | Ultima zi a lui Karakuraizer                              | 7 aprilie 2009  |
| 215              | 215           | 3             | Apărați Orașul Karakura! Întreaga apariție a shinigamilor | 14 aprilie 2009 |
| 216              | 216           | 4             | Elita! Cei patru shinigami                                | 21 aprilie 2009 |
| 217              | 217           | 5             | Mica diavoliță frumoasă Charlotte                         | 28 aprilie 2009 |
| 218              | 218           | 6             | Kira, lupta din disperare                                 | 5 mai 2009      |
| 219              | 219           | 7             | Shikaiul lui Hisagi! Numele e...                          | 12 mai 2009     |
| 220              | 200           | 8             | Ikkaku se prăbușește! Criza shinigamiului                 | 19 mai 2009     |
| 221              | 221           | 9             | Înfruntarea completă! Shinigami vs. espada                | 26 mai 2009     |
| 222              | 222           | 10            | Jocul malefic de-a prinselea!? Sui-Feng și Omaeda         | 2 iunie 2009    |
| 223              | 223           | 11            | Un corp miraculos! Ggio eliberează                        | 9 iunie 2009    |
| 224              | 224           | 12            | Lupta 3 vs. 1! Criza lui Rangiku                          | 16 iunie 2009   |
| 225              | 225           | 13            | Locotenenți anihilați! Îngrozitoarea bestie demonică      | 23 iunie 2009   |
| 226              | 226           | 14            | Sfârșitul luptei feroce? Către o nouă luptă!              | 30 iunie 2009   |
| 227              | 227           | 15            | Eroare minunată                                           | 7 iulie 2009    |
| 228              | 228           | 16            | Vară! Mare! Festival de costume de baie!                  | 14 iulie 2009   |
| 229              | 229           | 17            | Strigătul sufletului? Nașterea shinigamilor cu peruci!    | 21 iulie 2009   |